# Переход (Гомельська область)
Переход (біл. Пераход) — селище в Тереницькій сільській раді Гомельського району Гомельської області Республіки Білорусь.

## Географія

### Розташування
За 13 км від залізничної станції Прибор (на лінії Калинковичі — Гомель), 21 км на захід від Гомеля.

## Транспортна мережа
Автодорога Жлобин — Гомель. Планування складається з короткої прямолінійної, широтної вулиці, забудованої дерев'яними будинками садибного типу.

## Історія
Засноване на початку XX століття переселенцями із сусідніх сіл. 1926 року в Уваровицькому районі Гомельського округу. 1931 року жителі вступили до колгоспу. Під час німецько-радянської війни 16 мешканців загинули на фронті. У 1959 році у складі колгоспу «Червона площа» (центр — село Телеші).
До 1 серпня 2008 року у складі Телешовської сільської ради.

## Населення

### Чисельність
- 2009 — 12 мешканців.